# Mesiodens
Mesiodens, ząb pośrodkowy (łac. mesiodens) – ząb nadliczbowy  umiejscowiony w linii pośrodkowej pomiędzy zębami siecznymi szczęki (rzadziej żuchwy).
Kształt zęba pośrodkowego jest często stożkowy, wyrzyna się podniebiennie między zębami siecznymi, powodując ich stłoczenie. Zaburzenie to jest dziedziczone jako cecha autosomalna dominująca. Częstość występowania waha się od 0,5 do 0,7% i jest większa u mężczyzn niż u kobiet. W około 20% przypadków stwierdza się dwa lub trzy zęby pośrodkowe. Obecność mesiodensa może powodować opóźnienie wyrzynania zębów siecznych stałych, ich przemieszczenie, diastemę lub stłoczenie.